# 容錯編碼
在中文輸入法（尤其是形碼類）中，通常一個字只有一種「標準編碼」，但有時一個字有二種以上的拆碼方式，這些標準編碼以外的編碼就稱為容錯編碼，或簡稱容錯碼、容錯。
有些輸入法的編碼規則較寬鬆，因此一個字自然而然就有多種編碼，「標準編碼」和「容錯編碼」的界限較為模糊，例如嘸蝦米輸入法。